# ديفيد موسكارديلي
ديفيد موسكارديلي (بالإيطالية: Davide Moscardelli)‏ (3 فبراير 1980 بمونس في بلجيكا - ) هو لاعب كرة قدم إيطالي في مركز الهجوم. لعب مع كييفو فيرونا ونادي بولونيا ونادي بياتشينزا ونادي تريستينا ونادي تشيزينا ونادي ريميني ونادي ليتشي وASD Sangiovannese 1927 ‏ وACD Guidonia Montecelio ‏.

## روابط خارجية
- ديفيد موسكارديلي على موقع قاعدة بيانات كرة القدم.إي يو (الإنجليزية)
- ديفيد موسكارديلي على موقع Soccerway.com (الإنجليزية)
- ديفيد موسكارديلي على موقع عالم كرة القدم.نت (الإنجليزية)
- ديفيد موسكارديلي على موقع AS.com (الإسبانية)